# Ekken Kaibara

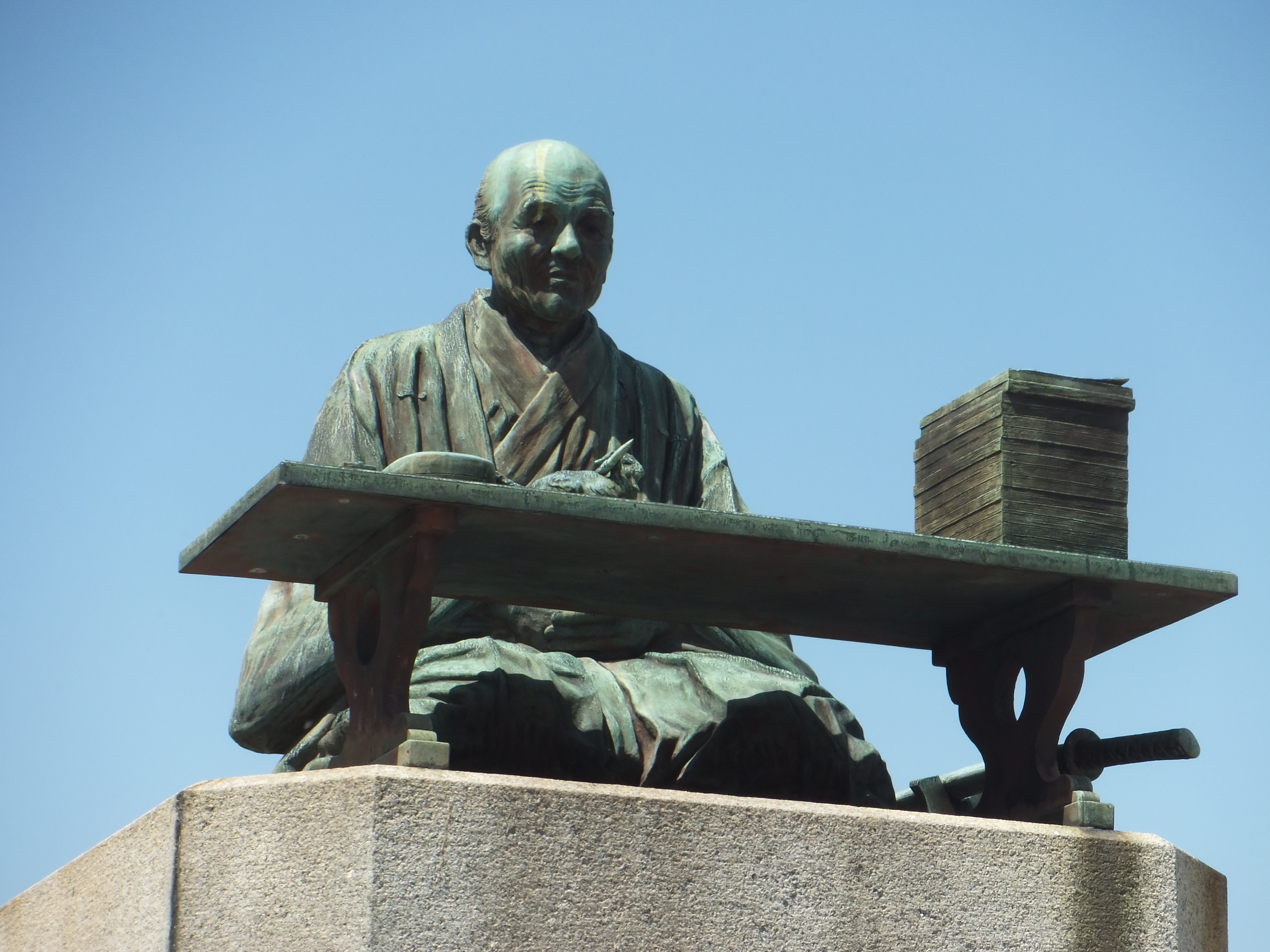
Pomnik Kaibary przed świątynią Kinryū w Fukuoce

Ekken Kaibara (jap. 貝原 益軒 Kaibara Ekken / Ekiken; ur. 1630, zm. 1714) – japoński filozof neokonfucjański, botanik.

## Życiorys
Pochodził z Kiusiu (Kyūshū), spędził jednak życie na licznych podróżach po kraju. Poza filozofią zajmował się m.in. przyrodoznawstwem i ziołolecznictwem. Pozostawił po sobie ponad 100 traktatów na różnorakie tematy, pisanych prostym, potocznym językiem. Do najbardziej znanych dzieł należy Wielka nauka dla kobiet (Onna-daigaku), będąca przez długi czas podstawowym podręcznikiem dla dobrze urodzonych niewiast. Niektórzy badacze kwestionują jednak autorstwo tego pisma.
Zwolennik nauk Zhu Xi (1130–1200) nie trzymał się ich jednak dogmatycznie. Intensywnie działał na rzecz przystosowania konfucjanizmu do warunków japońskich. W pracy Poważne wątpliwości (Taigi-roku) skrytykował niektóre, zbyt oderwane od sfery praktycznej, poglądy swego duchowego nauczyciela. Odrzucał dualizm zasady (li) oraz siły materialnej (qi), a także zasady niebiańskiej i ludzkich oczekiwań czy dążeń. W jego miejsce proponował ścisłą zależność między ładem Kosmosu a ładem społecznym.